# ナイト・リズム/セクシーDJ殺人事件
『ナイト・リズム/セクシーDJ殺人事件』（原題：Night Rhythms）は、1992年公開のアメリカのエロティック・スリラー映画。
グレゴリー・ダークが監督を務め、マーティン・ヒューイットや、デビッド・キャラダイン、デボラ・ドリッグス、デリア・シェパード、ジェイミー・サマーズらが出演した。

## あらすじ
深夜ラジオ番組の司会進行を担当しているニック・ウェストは、複数の女性リスナーから届く性生活についての話題を番組で良く取り上げていた。ある夜、彼はラジオ局に招待されたリスナーとセックスをするが、目を覚ますとその女性は絞殺され、さらに、その模様が放送されていたことに気付く。
マフィアのボスであるヴィンセントや警官のジャクソンが彼の前に現れたことで、バーテンダーのシナモンや番組プロデューサーのブリジットに助けられながら、自分の無実を証明するために逃げることを余儀なくされる。

## キャスト
- ニック・ウェスト - マーティン・ヒューイット（英語版）

深夜ラジオ番組のパーソナリティー
- ヴィンセント - デビッド・キャラダイン[8]

マフィアのボス
- ジャクソン - サム・J・ジョーンズ

警官
- シナモン - デボラ・ドリッグス（英語版）

ニックの友人で、バーテンダー
- ブリジット - デリア・シェパード[9]

番組プロデューサー
- ハニー - トレイシー・トゥイード
- キット - ジェイミー・サマーズ（スペイン語版）(Jamie Stafford名義)
- Lila - Patrice Leal
- Linda - ジュリー・ストレイン
- Joseph - Vinnie Curto (Vincent Curto名義)
- エドガー - Timothy C. Burns
- Sandra Mitchell - Juliet James
- Cop - Stephen Fiachi
- ロクサーヌ - Theresa Ring
- Marilyn - クリスティーン・ローズ（英語版）
- Elaine - Carrie Bittner
- アレックス - Erika Nann
- ダンサー - Lisa Michelle Axelrod (ノンクレジット)
- Mail Man - Carson Black (ノンクレジット)